# Surunga

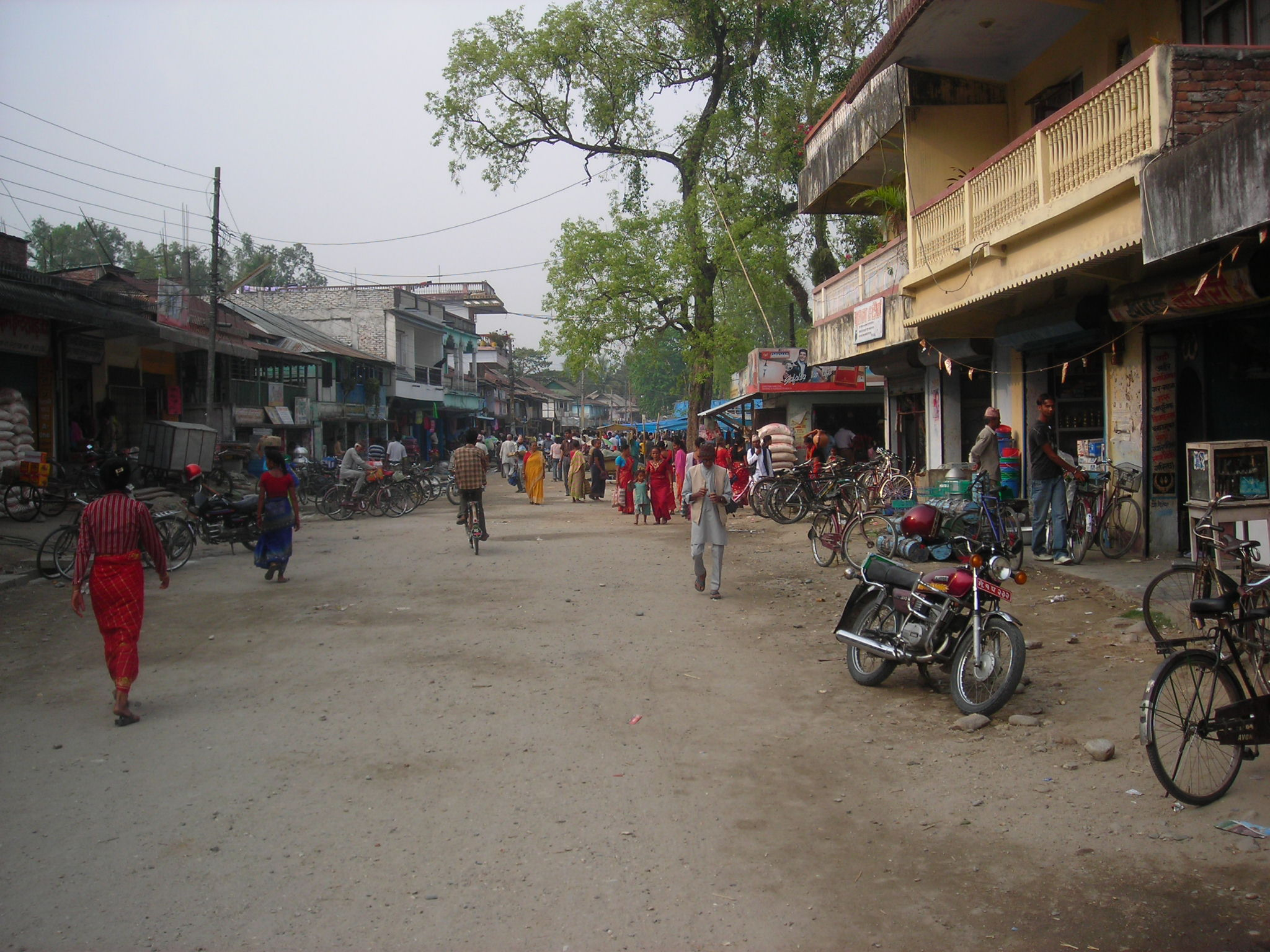
Surunga bazaar

Surunga (nep. सुरुंगा) – gaun wikas samiti we wschodniej części Nepalu w strefie Meći w dystrykcie Jhapa. Według nepalskiego spisu powszechnego z 2001 roku liczył on 4308 gospodarstw domowych i 21616 mieszkańców (10915 kobiet i 10701 mężczyzn).